# Сигрид Йертен
Сигрид Йертен (на шведски: Sigrid Hjertén) (27 октомври 1885 – 24 март 1948) е шведска художничка – модернист. Йертен се смята за главна фигура в шведския модернизъм. Високо продуктивна на периоди и със 106 изложби. Активна в последните си 30 години от живота, преди да почине от усложнения от неуспешна лоботомия, във връзка с диагностицирана шизофрения.

## Биография
Сигрид Йертен е родена в Сундсвал през 1885 г. Следва в Университетския Колеж по изкуства, занаяти и дизайн в Стокхолм и завършва като учител по рисуване. На изложбено парти през 1909 г. среща своя бъдещ съпруг, 20-годишния Исак Грюневалт, който вече следва от година при Анри Матис в Париж. Грюневалт я убеждава да развива себе си като художник, което е причина след около година тя да се запише в училището по изкуства на Матис. Била е любимата негова ученичка заради нейното деликатно усещане за цвят.

### 1910
Когато следва при Анри Матис в Париж, тя е впечатлена от начина, по който Пол Сезан работи с цветовете. Това се вижда и в нейните рисунки с контрастиращи полета от цветове, с които постига възможно силно изразяване. Нейните естетични похвати целят въздействие с цвят и в по-късните ѝ творби от 1930 г., където тя говори за цветовете като „студено жълто“. Йертен се стреми да изрази емоциите си с форми и цветове, с което тя се доближава повече до работата на немските експресионисти като Ернст Лудвик Кирхнер, отколкото към изящната игра с линии на френските художници.
След година и половина тя се завръща в Швеция. През 1912 г. Сигрид Йертен участва в групово представяне в Стокхолм. Това е нейният дебют като художник. В следващите 10 години тя прави много изложби в Швеция и в чужбина, включващи Берлин през 1915 г., където тя е приета много добре. Въпреки не толкова положителните критики към творчеството ѝ, Сигрид Йертен е представена в залата за изкуства „Лийервалх“ в Стокхолм през 1918 г., заедно с други двама творци.
В изкуството си Йертен изразява себе си и се забелязва различни етапи от нейното развитие. Влиянието на Матис е може би най-забележимо през 1910 г. През тази декада Йертен създава много картини с интериор и изглед от нейния дом, като площада „Kornhamnstorg“ и улица „Katarinavägen“ в Стокхолм. Съпругът ѝ Исак Грюневалд и синът ѝ Иван, както и самата Сигрид са често представени в различни сцени на конфликти. В това време Сигрид Йертен се запознава и вдъхновява от изкуството на Ернст Йосефсон, от времето на неговото боледуване.

### Ателиен интериор (Ateljéinterior)
Картината „Ateljéinteriör“ (Ателиен интериор) от 1916 г. разкрива колко радикална Йертен е била за времето си. Картината и описва ролите, които тя е изпълнявала като художник, жена и майка: различни идентичности, в различни светове. Йертен стои на диван между двама артисти – съпруга ѝ Исак Грюневалд и вероятно Ейнар Йолин, които разговарят по между си през нея. Нейните огромни сини очи са вперени в далечината. Жената облечена в черно, на преден план, с изразено его, води към мъжка фигура, който може би е Нилс фон Дардел. Нейният син Иван изпълзява от десния ъгъл. На фон се забелязва една от картините на Йертен от този период, наречена Циганката (Zigenarkvinna). Картината „Ателиен интериор“ и червените къдрави завеси (Den röda rullgardinen) от 1916 г., са дръзки картини, които водят до нов тласък и интерпретации, базирани на съвременните изследвания и разкриват личния живот на художничката.

### Наследство
Цялото творчество на Сигрид Йертен е около 500 картини заедно със скици и акварел и рисунки. Йертен е трябвало да се бори с предразсъдъците на времето си. Нейните творби са крайно лични, когато проблемите с цветовете и формите са преобладаващи за артистите от това време. Нейните интереси към човешките проблеми са ориентирани към драматичните, даже театралните композиции, в съчетание с емоцията и теорията за цвят.
- Автопортрет
- Декоративна шапка